# Zebulon (keresztnév)
A Zebulon héber eredetű férfinév, jelentése bizonytalan, talán a "maradni" jelentésű héber szóval függ össze, de a Zebul szó a Bibliában több helyen Isten hajlékára, a jeruzsálemi templomra, illetve a mennyre utal.

## Gyakorisága
Az 1990-es években szórványos név, a 2000-es években nem szerepel a 100 leggyakoribb férfinév között.

## Névnapok
- augusztus 5.[2]

## Híres Zebulonok
- nincs